# Lawrence Stephen McMahon

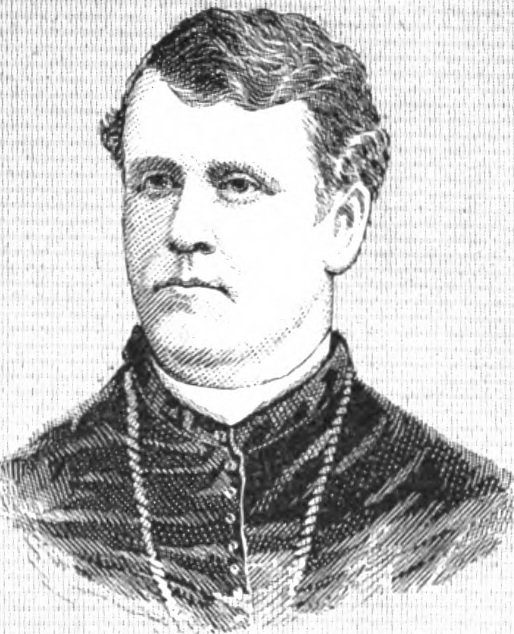
Lawrence Stephen McMahon, 5. Bischof von Hartford

Lawrence Stephen McMahon (* 26. Dezember 1835 in Saint John, New Brunswick, Kanada; † 21. August 1893 in Salisbury, Connecticut, Vereinigte Staaten) war ein kanadischer Geistlicher in den Vereinigten Staaten und römisch-katholischer Bischof von Hartford.

## Leben
McMahon emigrierte 1839 mit seinen Eltern von Kanada in den US-Bundesstaat Massachusetts. Er studierte in Montreal (Québec) Rhetorik und in Baltimore (Maryland) Philosophie.
Er empfing das Sakrament der Priesterweihe am 24. März 1860 für das Erzbistum Boston durch den Kardinal Costantino Patrizi Naro. Am 16. Februar 1872 erfolgte seine Inkardination als Priester des Bistums Providence.
Papst Leo XIII. ernannte McMahon am 16. Mai 1879 zum Bischof von Hartford. Die Bischofsweihe spendete ihm am 10. August desselben Jahres der Erzbischof von Boston, John Joseph Williams; Mitkonsekratoren waren John Loughlin, Bischof von Brooklyn, und Patrick Thomas O’Reilly, Bischof von Springfield (Massachusetts). McMahons Wahlspruch lautete Spes Nostra („Unsere Hoffnung“).
Er starb in Lakeville, einem Stadtteil von Salisbury, und wurde in Bloomfield beigesetzt.